# Columbano Bordalo Pinheiro
Columbano Bordalo Pinheiro – portugalski malarz naturalista i realista. 
Był czwartym dzieckiem artysty rzeźbiarza i malarza Manuela Marii Bordallo Pinheiro i jego żony Augusty Marii de Prostes Carvalho. Jego brat Rafael Bordalo Pinheiro był karykaturzystą, a siostra Maria Augusta również została malarką. 
Studiował w Akademii Sztuk Pięknych w Lizbonie, gdzie był uczniem znanego rzeźbiarza portugalskiego romantyzmu José Simõesa de Almeida. Wyjechał do Paryża, wspomagany przez stypendium finansowane króla Ferdynanda II Koburga. W Paryżu na jego styl wpłynęli Édouard Manet i Edgar Degas. W Salonie Paryskim w 1882 roku przedstawił obraz Soirée chez Lui, który został bardzo dobrze przyjęty.
Po powrocie do Portugalii razem z bratem dołączył do stowarzyszenia artystycznego Grupo do Leão obok takich twórców jak António Carvalho da Silva Porto, José Malhoa, João Vaz i Cesário Verde. W 1901 roku został profesorem malarstwa historycznego w akademii w Lizbonie, a w 1911 został dyrektorem Narodowego Muzeum Sztuki Nowoczesnej zastępując Carlosa Reisa.

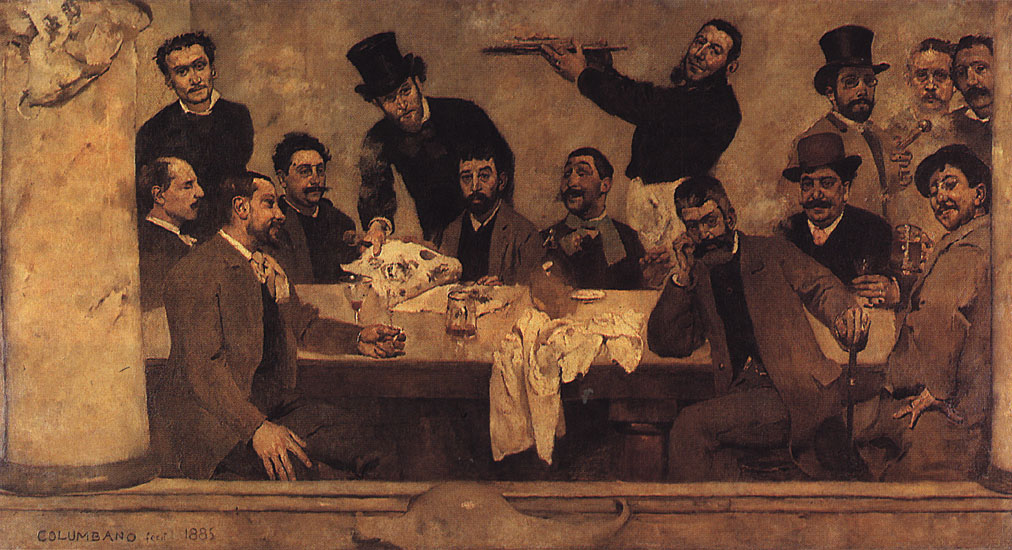
Grupo do Leão, 1885